# Телевизијска посла
Телевизијска посла (енгл. 30 Rock) америчка је телевизијска комедија ситуације коју је створила Тина Феј за NBC. Настала је по сопственом искуству Фејеве током рада на емисији Уживо суботом увече, а одвија се иза кулиса измишљене скеч-емисије коју приказује NBC.
Освојила је мноштво награда, међу којима и троструку награду Еми за најбољу хумористичку серију, и појавила се на списковима најбољих серија многих критичара. Године 2009. била је номинована за 22 награде Еми за програм у ударном термину, највише у једној години за хумористичку серију. Сматра се једном од најбољих телевизијских серија свих времена, посебно 21. века. Последња епизода проглашена је једном од најбољих у историји телевизије.

## Премиса
Лиз Лемон (Тина Феј) има посао из снова, посао коју би сваки сценариста могао пожелети, водећу позицију на захтевној, али врло популарној ТВ емисији у Њујорку. Њен живот би био пуно лакши да нема Џека Донахија (Алек Болдвин) који Лизину емисију, а и живот, окреће наглавачке са својим констатним уплитањима.
Нови шеф инсистира да Лиз наговори Трејсија Џордана (Трејси Морган), дивљу и непредвидљиву филмску звезду, да се прикључи њиховом тиму и постане нова звезда емисије. Лиз се сада мора носити с арогантним новим шефом и новом звездом, глумцем којем нису баш све даске на броју. Она мора учинити све да емисија иде даље и да она настави успешно радити свој посао из снова.
Лиз много времена и енергије троши на успешност емисије, али притом пати њен друштвени живот. За изласке нема нити времена нити живаца, а утеху налази у друштву своје дугогодишње пријатељице Џене Марони (Џејн Краковски). Џена је била звезда емисије док Џек  није одлучио да се запосли Трејсија. Емисија добија ново име и нову звезду, а то ће сметати многима, али највише Лиз и Џени.

## Улоге
| Глумац          | Улога             |
| --------------- | ----------------- |
| Тина Феј        | Лиз Лемон         |
| Трејси Морган   | Трејси Џордан     |
| Џејн Краковски  | Џена Марони       |
| Џек Макбрајер   | Кенет Елен Парсел |
| Скот Адсит      | Пит Хорнбергер    |
| Џуда Фридландер | Френк Роситано    |
| Алек Болдвин    | Френк Донахи      |
| Катрина Боуден  | Сери Зирокс       |
| Кит Пауел       | Џејмс Сперлок     |
| Лони Рос        | Џош Џирард        |
| Кевин Браун     | Волтер Слатери    |
| Гриз Чапман     | Ворен Гризволд    |
| Молик Панчоли   | Џонатан           |
| Џон Луц         | Џеј-Ди Луц        |

## Епизоде
| Сезона | Сезона   | Епизоде  | Епизоде  | Оригинално емитовање | Оригинално емитовање |
| Сезона | Сезона   | Епизоде  | Епизоде  | Премијера            | Финале               |
| ------ | -------- | -------- | -------- | -------------------- | -------------------- |
|        | 1.       | 21       | 21       | 11. октобар 2006.    | 26. април 2007.      |
|        | 2.       | 15       | 15       | 4. октобар 2007.     | 8. мај 2008.         |
|        | 3.       | 22       | 22       | 30. октобар 2008.    | 14. мај 2009.        |
|        | 4.       | 22       | 22       | 15. октобар 2009.    | 20. мај 2010.        |
|        | 5.       | 23       | 23       | 23. септембар 2010.  | 5. мај 2011.         |
|        | 6.       | 22       | 22       | 12. јануар 2012.     | 17. мај 2012.        |
|        | 7.       | 13       | 13       | 4. октобар 2012.     | 31. јануар 2013.     |
|        | Специјал | Специјал | Специјал | 16. јул 2020.        | 16. јул 2020.        |